# Предапио Алта (Форли-Чезена)
Предапио Алта (итал. Predappio Alta) је насеље у Италији у округу Форли-Чезена, региону Емилија-Ромања.
Према процени из 2011. у насељу је живело 447 становника. Насеље се налази на надморској висини од 256 м.